# 克尼亞日皮利 (舊桑博爾區)
49°34′5″N 22°44′51″E / 49.56806°N 22.74750°E

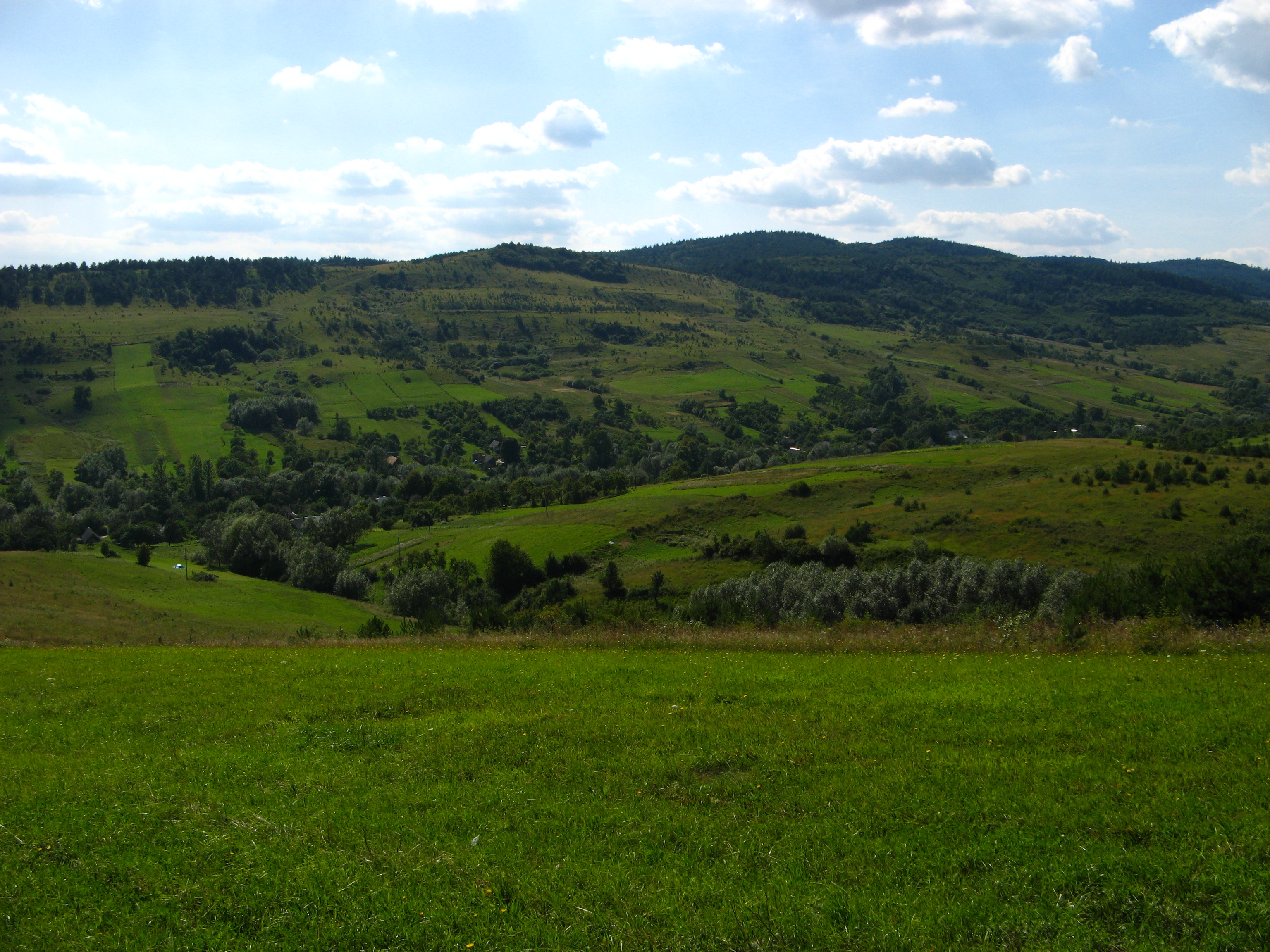

克尼亞日皮利（烏克蘭語：Княжпіль），是烏克蘭西部的村莊，隸屬利維夫州的桑比爾區。該村處於維爾瓦河畔，始建於1387年，面積1.42平方公里，海拔高度336米，2001年人口650。